# Hartly
Hartly è un comune degli Stati Uniti, situata nella Contea di Kent, nello Stato del Delaware. Secondo il censimento del 2000 la popolazione era di 78 abitanti. Appartiene all'area micropolitana di Dover.

## Geografia fisica
Secondo i rilevamenti dello United States Census Bureau, il comune di Hartly si estende su una superficie totale di 0,2 km², tutti quanti occupati da terre.

## Popolazione
Secondo il censimento del 2000, a Hartly vivevano 78 persone, ed erano presenti 21 gruppi familiari. La densità di popolazione era di 519 ab./km². Nel territorio comunale si trovavano 31 unità edificate. Per quanto riguarda la composizione etnica degli abitanti, il 91,03% era bianco e il 3,85% era afroamericano. Il restante 5,13% della popolazione apparteneva ad altre razze o a più di una. La popolazione di ogni razza proveniente dall'America Latina corrispondeva al 2,56% degli abitanti.
Per quanto riguarda la suddivisione della popolazione in fasce d'età, il 34,6% era al di sotto dei 18, il 9,0% fra i 18 e i 24, il 39,7% fra i 25 e i 44, il 14,1% fra i 45 e i 64, mentre infine il 12,6% era al di sopra dei 65 anni di età. L'età media della popolazione era di 28 anni. Per ogni 100 donne residenti vivevano 81,4 maschi.